# ワリオランドアドバンス ヨーキのお宝
『ワリオランドアドバンス ヨーキのお宝』（ワリオランドアドバンス ヨーキのおたから）は、任天堂より2001年8月21日に発売されたゲームボーイアドバンス用横スクロールアクションゲーム。任天堂のゲームキャラクターであるワリオを主人公とした「ワリオランド」シリーズの通算5作目。欧米ではWario Land 4として発売された。

## ゲーム内容
今作ではライフ制が採用され、敵などにダメージを受けるとライフが減ると同時にコインが失われ、ライフが無くなるとミスとなり、そのステージで入手したアイテムやコインが全て無くなり、ステージから追放されてやり直しとなる。ただし「ワリオは不死身」であるため、残り人数（残機）が存在せず、何度ミスになってもゲームオーバーにはならない。ポーズ画面でギブアップを選んでもやり直しになる。また、ワリオがリアクションを行う攻撃ではダメージを受けない。セーブはステージを出ると自動で行われ、ステージ中でも手動でセーブすることができる。
ステージは絵画の世界に入り込む「渦巻きゲート」を通って開始する。ステージの目的は再び「渦巻きゲート」に飛び込んでステージから脱出することだが、「渦巻きゲート」は入った直後に閉じてしまう（非常に小さくなってしまう）。再度開くためには、ステージの奥にあるカエルの形をした「スイッチ」を押す必要がある。スイッチを踏むと絵画の世界が崩壊するカウントダウンが始まり、カウントダウンが0になると今度はコインが減り始め、ステージ全体が白黒になる。コインも0になるとタイムオーバーとなり、最後にそのステージで入手したアイテムも全て無くなり、ステージから追放されて最初からやり直しになる。
また、数分間操作せずに放置するとワリオがトレーニングや縄跳びをする。
しかし、ただクリアしただけでは先に進めず、次のステージに進むために必要な「カギのはし」、ボスへの扉を開くために必要な4つの「宝石のかけら」をステージ中で入手する必要がある。ゲームではコインを支払う事で遊べる3種類のミニゲームが存在し、ある一定の回数をクリアするごとにメダルを1つもらえる。 ボス戦では、直前にショップがありメダルを支払うことにより、購入したアイテムでダメージを与えることができる。
ボス戦では、制限時間内に倒すのが目的。ライフが無くなるか制限時間が0になるとミスとなり、ボスステージから追放されてやり直しになる。

## ストーリー
秘密のアジトで朝刊を読んでいたワリオは、新聞に「黄金のピラミッド発見!」の見出しを見つける。記事には、そのピラミッドには昔その付近を治めていた王の姫「ショコラ」が眠っていて、そこは金の亡者「ヨーキ」が乗っ取った呪いの遺跡でもあることが記されていた。それを知ったワリオは愛車ワリオカーに飛び乗り、お宝を求めて黄金のピラミッドへ向かった。

## キャラクター
ワリオ
本作の主人公。新聞の「黄金のピラミッド発見」の記事を見つけて、現場へやってくる。
黒猫
オープニングで初登場する謎の黒猫で、ワリオの後を追って遺跡へと来た。ワリオを案内する面も見せる。マップ画面にも登場する。
アレヲ＝シタイン博士
ロボット工学の権威である考古学者でマサカーチョット工科大学名誉教授。推定年齢90歳。黄金のピラミッドの噂を聞いてワリオよりも一足先にピラミッドを探検している。
後述の「アイテム」の項のように、ゲーム中ではワリオに投擲アイテム扱いされている。また、出会うステージによっては虫眼鏡を所持して歩いているので探索しているのかと思いきや、居眠りしていたりゲームボーイアドバンスをプレイしていたり、（公式ホームページ内の質問コーナーによれば）18禁の本を読んでいたりしている。
マップ画面にも登場する。虫眼鏡を所持していたり高いところで居眠りしている。ミニゲームの「ワリオホッパー」にも登場。ピラミッドの主ヨーキを倒してピラミッドが崩壊し始めると、ワリオがいた部屋に落下。その後脱出するワリオを踏み台にし脱出している。
元々は、1992年9月4日にゲームボーイで発売された『カエルの為に鐘は鳴る』に登場したキャラクターである。同一人物かは明言されていないが、カエルスイッチがあるためその可能性は高い。
ヨーキ
遺跡を乗っ取った悪霊で、本作のラスボス。醜い素顔を隠すためオカメの仮面を着けている。傲慢な金の亡者で、ショコラ姫やピラミッドに呪いをかけて、遺跡や財宝を我が物としていた。
サブタイトルの「ヨーキのお宝」とは、実際にはヨーキの所有物ではなく、ショコラ姫から奪い取ったものである。
黒い人
ボス部屋にあるアイテムショップの店主。ワリオ曰く「シュールなヤツ」。「～なのヨ」と語尾につけて話し、独特なテンションを放つ。
正体は前述の黒猫もといショコラ姫であり、ボス部屋に入ると黒猫がアイテムショップに逃げ込むところが見られる。黒猫の姿からは本来の姿には戻れないながら自身でこの姿に変えることは可能な模様。
アイテムを買うと、ボス戦開始直後に買ったアイテムを用いてボスにダメージを与えてくれる。ヨーキとのボス戦でアイテムを使用すると、その直後に黒猫の姿に戻されてしまう。
「はじまりのいせき」では壁画にも登場し、アクションを披露している。
ショコラ姫
遺跡に眠っていた古代の姫で、ピラミッドの本来の主。ヨーキにピラミッドを乗っ取られ、前述の黒猫に姿を変えられていた。エンディングで元の姿を取り戻し、ワリオにお礼のキスをした後、天使とともに昇天していった。
ワリオが最終的に獲得した宝箱の数によって姿が変化する。12個はショートカットの大人の女性、6 - 11個はロングヘアの少女、2 - 5個はワリオにそっくりな顔、0 - 1個は赤ちゃんの姿となる。公式イラストでは6 - 11個の姿をしている。

## ステージ
ピラミッド内のステージをクリアしていき、各ステージのボスと倒すことで、最終ボスステージの扉が開く仕掛けとなっている。
ステージはマップ上の「つうろ」中にあり、マップ上にはステージは存在しない。

### マップ上
サウンドルーム
「時のCD」を入手する度にひとつずつ表示される曲16曲と全ステージで1万コイン入手することで表示されるカラオケ1曲の全17曲集まっている。曲の内容はシュールなBGMがほとんどであり、その内容や表示されるPVのような画像は後の『メイド イン ワリオ』に繋がるものがある。
全てのステージで、10000コイン以上入手してクリアすると、カラオケモードなるもう一つの曲が聞けるようになる。「EXIT」の上にカーソルを合わせL、R、上、スタート、セレクトボタンを同時に押すと、スコアに関係なくカラオケモードを出現させられる。また、L,Rボタンでボーカル入りと切り替え、方向キー↑、↓でキー、←、→でテンポを切り替えることができる。

### ピラミッド上のつうろ
基本的に1つの通路に4つのステージが存在する。これらをクリアすることでミニゲームとボスステージをプレイすることが出来るようになる。
ボス以外のステージは絵画の中の世界であり、ピラミッドの内部とは思えない光景が広がっている。
コース入口の絵画は、「キヨブ―」が描いている模様。
さいしょのつうろ
最初に開いているつうろ。ボスは果実の怪物ピンキー。このつうろのボスを倒すことで、以下の4つのつうろが開く。
はじまりのいせき
チュートリアルのステージ。基本操作を覚えられるよう、壁画で操作を説明している。げきむずモードでは序盤から制限時間がある。
みどりのつうろ
自然をテーマにした比較的簡単なステージ。ボスは花の幽霊フラワナ。
ヤシのきじま
みどり～あおのつうろの中のステージで最も簡単で、ほぼ1本道。しかし、げきむずモードでは最初から制限時間がある。
BGMとしてサウンドルームのカラオケモードで聴ける「Sunny Side Up」が使われている。
おはなばたけ
巨大な花畑を進んで行く。花にハッチがとまると、実がなり、その実からコインが取れる（実の大きさでコインの額が変わる）。中盤のひまわりからも敵を投げ込むことでコインが取れる。
ハッチも多く登場するのでバルーンワリオが活躍する。そのため縦の長さもある。
なぞのちていこ
森の地底湖の中を泳いでいく。泳ぎのアクションを多用するステージで、水中の敵も多い。スイッチを押した後はイガクリが落ちてくる危険な道を通って帰ることとなる。
あめのジャングル
ブランコを乗り継いでいくステージ。タイミングを外すとトバワニがうろつく池に落ちてしまうので、アクション性が高い。ブランコ以外にも3段ダッシュジャンピングアタックをしなければならない場所や、地震でメンハンマーを上昇させなければならない場所があり、難易度はやや高い。
あかのつうろ
機械をテーマにしたステージ。ボスは仕掛け時計に潜む鳥の幽霊コンダラー。
あやしいこうじょう
ピストンやベルトコンベアが大量にある工場地帯。アクションの腕が要求されるステージ。
ひみつのはいきぶつしょりじょう
粗大ゴミだらけのステージ。壊せる粗大ゴミも多く、アイテムもたくさん隠されている。
-40℃のれいとうこ
つららや雪、滑る床など、氷に関するトラップが多い。スノーマンワリオでしか壊せない雪のブロックも多数登場。
ピンボールタワー
入賞口に玉を入れながら進むステージ。全ての入賞口に玉を入れるとカウンターのブロックが壊れ、先に進める。ゲームっぽく楽しい雰囲気ではあるが、トゲ鉄球やスパークを出してくるトラップも大量に存在するため、難易度は高め。
きいろのつうろ
おもちゃをテーマにしたステージ。ボスは巨大なクマのぬいぐるみに隠れるネズミの幽霊シッキー。
つみきのおしろ
積み木を利用しながら進むステージ。三角形の積み木をはめ込むことで先に進める。アタックすると転がせる丸い積み木、下のブロックを壊すと落ちてくる四角形の積み木も登場する。
すごろくのくに
ルーレット型のブロックを叩いてすごろくを進めて行くステージ。すごろくで止まったマスによって行動範囲が広がるが、ダメージを受けたりタイムロスをしたりする場合もある。ルーレット型のブロックの横の看板には止まるべきマスが描かれている。
スイッチを押した後はゴールを目指すが、ぴったりゴールに止まらないといけない。
らくがきのもり
絵が大量に存在するステージ。前半はほとんどの場面でキヨブーが追跡し、キヨブーの描かれた絵から敵が次々と召還される。後半もでぶりーなが絵から次々と出てくる。
ドミノストリート
ドミノと勝負する場面がいくつもあるステージ。ゲートを通り抜けるとドミノが倒れ始め、ドミノより先に旗を立てることでサイコロ型のブロックが壊れて行動範囲が増える。一部のクリスタルはドミノと勝負しているときにのみ実体化する。トゲも多いステージである。
あおのつうろ
怪奇現象をテーマにしたステージ。ボスはコウモリとネコが合体した様な幽霊キャバット。
みかづきのゴーストタウン
奇妙な幽霊がさまよう、淋しい雰囲気のステージ。ステージをうろついている幽霊は触ってもダメージにはならないが、コインやカギを見つけるとそれを奪う。カギが奪われている時は取り返さないと扉に入る事はできない。
アラビアンナイト
魔法の絨毯が登場するステージ。絨毯を応用する場面もいくつか存在する。
ほのおのどうくつ
マグマが吹き出してくる危険な洞窟のステージ。スイッチを押すと一転して氷の洞窟となってしまう。
ホラーマンション
複雑な構造のマンションのステージ。非常階段もある。中にはスイッチを押すまで鍵がかけられている部屋もある。
おうごんのピラミッド
上記全てのつうろのボスを倒すと入れる最後のつうろ。ステージは一つのみ。ラスボスはピラミッドの主ヨーキ。
さいごのつうろ
「つうろ」とあるが、通路ではなくステージ。どの難易度でもスタートと同時にカウントダウンが始まる最終ステージ。難易度によって制限時間の長さが変わる。
これまでのアクション・リアクションが多数要求される。

## リアクション
これまでの作品と同様に様々なワリオの変身を楽しめる。使いこなさないとクリアできない。
- 潰れる（ペッタンコワリオ）

ピストンで潰されるとぺしゃんこになり、狭いところも穴を気にせず歩けるようになる。落下速度がとても遅くなるほか、落下中に左右移動できる。
水に入ると元に戻るほか、「あやしいこうじょう」では元に戻れる特殊な機械がある。「あやしいこうじょう」または「すごろくのくに」で使用可能。
- 太る（デブワリオ）

リンゴスキーの投げるリンゴを食べると変身。しばらく動きが遅くなりブロック半分の高さまでジャンプできなくなるが、常に無敵でジャンプするだけでスーパーヒップアタック級の破壊力と地響きを起こすことができる。
水の中に入ると着地後に元に戻るが、ブロックを破壊することができるので水中で下方向のブロックを破壊する数少ない手段になる。水に入る以外にしばらく移動・ジャンプをしていると元に戻る。
なおリンゴ1個でこれほど太るが、公式サイト内「ワリオ様の部屋」の質問コーナーでは、「あれはリンゴは1個に見えるが、よく見ると20個重なっているのだ!」とワリオは語っている。
- 燃える（アッチッチ、ワリオ）

火炎壷などの出す火で変身。しばらくの間ダッシュ位の速度で走る。ジャンプ以外はできないが、変身中は敵の攻撃を受け付けない。壁にぶつかると向きが変わる。
3回壁にぶつかると火だるまになり、炎のブロックを破壊できる。一定時間経つと焦げて元に戻るが、水に入るだけでも戻れる。
- ゾンビ（ゾンビワリオ）

スケルトンバードの出す息やフラワナの涎などで変身。動きは遅くブロック半分の高さまでジャンプできなくなるが、常に無敵状態で空中に浮くトゲに接触してもすり抜ける。
下からスルーできる床の場合はその床の上でジャンプするだけでくぐりぬけられる。水に入るか光に当たると元に戻る。
- 顔が膨らむ（バルーンワリオ）

ハッチの尻にある針やボウバルーンの矢などに触れると変身。方向キーで方向調整、Bボタンで加速。天井にぶつかると元に戻るが、決して無敵状態ではないのでトゲにあたるとダメージを受けてしまう。
なお、公式サイト内「ワリオ様の部屋」の質問コーナーでは、ハッチの針で顔が膨れる理由については、「ハチアレルギーなのだ」と語っている。
- 跳ねる（ボヨヨーンワリオ）

メンハンマーにより変身。バネのようになり、本作はタイミングよくジャンプすると天井にぶつかるまで上に跳んでいける。上方向に連なるブロックを連続して破壊可能。青いブロックの場合は壊せても元に戻ってしまう。
天井にぶつかると落下する。落下中は操作できないが着地後に元に戻る。
- 氷漬け（フリーズワリオ）

雪男のくしゃみを受けることで氷漬けとなり、通路を滑っていく。他のリアクションとは異なり、壁にぶつかり元に戻るまで一切操作できないが、無敵状態で敵をなぎ倒すことができ、トゲも通り抜けることが出来る。
- 雪だるま（スノーマンワリオ）

落ちてくる雪に当たると変身。デブワリオ同様に地響きを起せるほか、坂に乗ると雪球になって強制的に転がされ、壁にぶつかると元に戻る。雪球状態でしか壊せないブロックが存在する。
- ドラキュラ（コウモリワリオ）

プチキュラに触れるとコウモリに変身する。無敵状態になれるほか、Aボタン連打で空を飛ぶことができる。水に入るか光に当たると元に戻る。
- 泡に閉じ込められる（アワ、アワ、ワリオ）

水中で泡に触れるとその中にとらわれて、水面まで強制的に浮かび上がることになる。泡に入った状態では左右の操作が少しきく他、水流も気にせず移動出来るメリットがある。
水面に浮かび上がるか天井にぶつかることで開放される。

## アイテム
カギのはし
次のステージに進むためのカギであるお化けのようなもの。普段は居眠りをしており、接触するとワリオについてくる。
これがいなくてもゴールすることは出来るが、次のステージには進めない。一度連れて帰ると以降は同ステージでは出現しない。
宝石のかけら
ボスの部屋の扉を開くために必要。専用の宝箱にゴールドコインと一緒に入っており、各ステージに4つずつ配置されている。
1ステージ4個×全ステージ数集めないとボスの扉が開かない。一度持ち帰ると以降は宝箱からゴールドコインのみが出現する。
時のCD
専用の箱にゴールドコインと一緒に入っている。持ち帰るとマップ上のサウンドルームで聞くことができるCDの量が増える。
一度持ち帰ると以降は箱からゴールドコインのみが出現する。さいしょのつうろ・おうごんのピラミッドにはない。
コイン
敵を倒す、ブロックを壊すなどで出現する。スモール（10）、ブロンズ（50）、シルバー（100）、ゴールド（500）の4種。
ハート
ワリオの回復アイテム。専用の宝箱の中の勲章形ハートは全回復。8個までためられる。しかし攻撃されるたびに1つ減り、0になるとミスになりステージを追放される。
なお、専用の宝箱は同ステージで2つ登場することもある。
ライフ
敵を倒すと出現する赤い球。ハートゲージの下にライフゲージがあり、8個集めると1つハートが増える。
だが、ハートがいっぱいのときは増加せずに8個のままとなり、その時にダメージを受けるとハート1つだけ即座に回復する。
またその状態では、倒した敵が落とすアイテムのライフが代わりにシルバーコインになる。
宝石
ブルークリスタル（10）、レッドクリスタル（100）、ダイヤモンド（1000）がある。取ると手持ちのコインが増えていく。
ダイヤモンドは取りにくい場所に置かれているが、げきむずモードなど別のモードのときに宝箱があった場所に代わりにおかれていることもある。
宝箱（ステージ内）
宝石のかけら、時のCD、ハート全回復のいずれかが、ゴールドコイン1つと共に入っている。中身によって箱のデザインが違う。
宝箱（ボス所持）
さいしょのつうろ以外でのボスとの戦いで3個ずつ得られる。ただし制限時間が少なくなると宝箱は一つずつ消えていく。最終的に入手した宝箱の数によってエンディングが変わる。
アレヲ＝シタイン博士
持ち上げて投げることができ、本人も歩いて移動するため、込み入った仕掛けを解くためには彼を利用しなければならない。
高齢の学者にしては異様に頑丈で、何をしても倒せない。攻撃すると声を上げひっくり返り動けなくなるが、しばらくすると起き上がる。重さは軽く、ワリオが持っても楽に移動できる。
また、起き上がって歩いている間でも、ヒップアタックで小さな地響きを起こすだけでひっくり返し、強制的に移動させられる。敵とは異なり水中に落としても倒せず、シュノーケルを使って泳ぐ。

## 設置物
渦巻きゲート
スタート地点かつゴール地点である。スタート直後は閉まってしまうが、ステージ内のスイッチを押すと開く。
スイッチ
渦巻きゲートを開くためのカエルの形をしたスイッチ。中に爆弾が入っている。踏むと同時にカウントダウンが始まり、制限時間内にゲートまで戻らないといけない。
時間内に戻れないと、ステージ背景が白黒になり、所持中のコインが減少していく。コインが全てなくなるとスイッチが爆発し、ステージから追い出されて持っているアイテムも失いやり直しになる。
制限時間を作動させるとカエルが描かれたブロックの実体化や消滅が起こる。そのため帰るルートが行きのルートと異なることがあり、ステージによってはスイッチを押す前と後で全く違う見た目になる。
なお、ステージ開始時に渦巻きゲートを開く際にもこのスイッチを押して作動させている。こちらには爆弾は入っていない。

## ミニゲーム
今作ではステージ中で集めたコインを用いてミニゲームが出来る。料金はどのゲームも一律一回5000コイン。ただし、最初のボスを倒すまでは一回2000コインに値下げされている。
ワリオホームラン
ピッチャーの投げるボールをホームランすることを狙う野球ゲーム。スリーストライクのワンナウトで終了。ホームランを打つたびに難易度が上がり（この時はガラスが割れる場面も見られる）、ピッチャーのサイン（頭を動かす。何回も見ているとどういう仕組みかが分かる）によって消える魔球や止まる魔球も登場する。3回ホームランするごとに1メダル獲得。9回ごとにチアガールが登場する。げきむずモードではピッチャーが女の子になる。
ワリオホッパー
音楽のリズムにあわせて障害物をジャンプで避けていくミニゲーム。1つのメロディが終わるごとに走行速度が上昇する。障害物にぶつかると終了。15回跳ぶたびに、1メダル獲得。
ワリオルーレット
最初に表示された顔を数秒間見て記憶し、後からルーレットで同じ顔に揃えるミニゲーム。3回クリアするごとに1メダル。1回でも間違えた時点で終了。正解するたびに記憶する時間が短くなり、10回正解すると記憶時間は元通りになるが、選択肢が一つ増える。

### アイテムショップ
ボスステージの前にある。ミニゲームで入手したメダルで、ボス戦用のアイテムを購入できる。
ショップ店長と思われる黒い人（ワリオ曰く「シュールなやつ」）がおり、アイテムを購入するとボス戦まで付いてきてそのアイテムを使用したり、変身してボスの体力をある程度減らしてくれる。
高価なアイテムほど効果は高く、難易度が上がるとアイテムの値段も上がる。またボスによってアイテムの効力は異なる。
りんご型爆弾
店長が「食べちゃだめ」と言っている。威力は低い。
大砲
ボスに撃って攻撃するが、小型であるためかこちらも威力は低い。
しろマン
「白いからしろマン」と店員が説明している。光を集めて攻撃する。
ラッパ
店長は「弱そうだけど弱くない」と説明している。さいしょのボス ピンキーに挑む際に買えるアイテムでもっとも高価で、ピンキーの体力を一番多く削れるものでもある。
くろいドラゴン
黒い人がくろいドラゴンに変身して、炎を吐いて攻撃する。みどりのボス フラワナに有効。
おっきいくちびる
黒い人がくちびるに変身して、キスをして攻撃する。きいろのボス シッキーに有効。
おやじのげんこつ
黒い人が拳に変身して、パンチ攻撃をする。あかのボス コンダラーに有効。江戸っ子らしい。
くろいイヌ
黒い人がイヌに変身して、かみつき攻撃をする。あおのボス キャバットに有効。
ピラミッドのぬし ヨーキの体力を一番多く削れるアイテムでもあるが、それでも半分程度しか効果がない。

## 敵キャラクター

### 倒せる敵
面ヤリ
お面をかぶりヤリを持った敵。ヒップアタックの振動で、黄→青→赤→黄…と強い順に色を変える。高いところからのヒップアタックだと色が変わらずひっくり返る。
共通してヤリを向けている方向からぶつかるとダメージを受ける。赤と青のときは方向転換するときにヤリを振り回し、赤はこちらを見かけると目の色を変えて突撃してくる。
ヤリを振り回している時は、あらゆる方向から接触するとダメージを受ける。出すコインは黄色はスモールコイン、青はブロンズコインだが、赤の時に倒すとシルバーコインを出す。
げきむずではほとんどの面ヤリが最初から赤であり、数が増加している。ヒップアタック以外で倒すとお面ごと目玉が飛び出す。
まるメン
ただ歩いているだけの球体の敵。ダメージを受けることはない。ヒップアタックで紫⇔赤に色を変えるが、倒したときのコイン以外は特に変わらない。
紫の時はスモールコイン2枚だが、赤の時に倒すとブロンズコイン。げきむずモードでは極端に登場が少ない。
トツメン
お面の上に刃が付いている。近づくと刃をこちらに向けて突進してくる。歩いている間は踏む、ヒップアタックなどの攻撃が通用せず、ワリオ自身がダメージを受ける。倒すとブロンズコインを落とす。
ハリメン
トゲの生えたピンクの甲羅を背負っている敵。上や左右からぶつかるとダメージを受けるが、ヒップアタックでひっくり返して上からのヒップアタックで倒せる。
下からぶつかってもひっくり返すことが可能。また物を投げても倒すことができる。倒すとシルバーコインを落とす。
ハリメンゼット
黒い甲羅のハリメン。普通にヒップアタックをしてもひっくり返らずこちらに方向転換するだけで、高いところからのヒップアタックでないとひっくり返せない。
物を投げてもひっくり返るがハリメンとは異なり倒すことはできない。しかしハリメンと同様に下から頭突きしてもひっくり返すことができる。
シルバーコインを3枚も落とす敵で、全ての敵キャラの中で最も多い。ただしぶつかるとゴールドコインを落としてしまう。
イモムシ
地面を這っている敵。「おはなばたけ」にのみ登場。特に攻撃の手段はなくダメージを受けることはない。倒すとスモールコインを落とす。げきむずモードでは登場しない。
シエラグッチ
海底にいる貝。近づくと浮かんで噛み付いてくる。下からぶつかることで倒せる。スモールコインを落とす。
グギョ
前と上にトゲの生えた魚であり、足もあれば、水中ゴーグルも着けている。前と上からぶつかるとダメージを受ける。また進行方向にいると、怒りながら突進してくる。
腹部からぶつかることで倒せ、スモールコインを落とす。足の方向からぶつかると泳ぐ速度が増す。
トバワニ
水中ゴーグルをはめたワニ。「あめのジャングル」にのみ登場。水面を左右に泳ぎ、上を通り過ぎると飛び上がって攻撃してくる。また水中で進行方向にいると襲ってくる。
「攻略本」では「倒せない」と書かれているが、実は、陸地の端で飛び上がりを誘い、横からアタックすることで倒せるほか、高いところからのヒップアタックや転がってぶつかることで無理やり倒すこともできる。
後方や下からぶつかると泳ぐ速度が増す。倒すとスモールコインを落とす。
もぐらメン
ドリルのお面を付けたモグラ。地中からトゲを排出してくる。地中にいることが多く、ヒップアタックの振動で地上に出さなければ倒せない。
重いらしく、ワリオが持ち運ぶと移動速度とジャンプ力が減少する。ブロンズコインを落とす。「おはなばたけ」にのみ登場。
トゲロボ
トゲの生えた頭部を転がしてくるロボット。本体の前面にもトゲがある。「あやしいこうじょう」にのみ登場。
普通の状態では踏むことはできないが、高いところからのヒップアタックか、頭部を投げた後の胴体を踏みつけるとひっくり返すことが可能。重いらしく、ワリオが持ち運ぶと移動速度とジャンプ力が減少する。
物を投げたり後ろから攻撃するか、頭部を投げた後の胴体にヒップアタックをすると倒せる。シルバーコインを2枚出す敵で、ハリメンゼットに次いで出す金額が多い。
転がった頭部はヒップアタックでこちらに向きを変えてくる。
ペットボトム
トゲのボトルキャップを付けた歩くペットボトル。中には謎の液体が入っている。「ひみつのはいきぶつしょりじょう」にのみ登場。
正面のトゲからぶつかるとダメージを受ける。倒すとブロンズコインを落とす。
でんでん
「らくがきのもり」で下記のキヨブーの落とす、トゲの生えたデンデンムシの甲羅に入ったブタ。こちらを見かけると甲羅に篭って転がってくる。
ヒップアタックの振動で甲羅に篭ったあとに上からヒップアタックをすると倒せる上に、普通に 顔をアタックしても倒せる。転がってくるときに壁にぶつかると自滅する。コインは落とさない。
ぶたたび
「らくがきのもり」で下記のキヨブーの落とす、角の生えたブタ。左右に滑空しながら落ちていく。
空から落ちてくるので、この敵を踏みジャンプで利用して高いところに行くことが可能。トゲのない部分からぶつかるだけで倒せる。コインは落とさない。
でぶりーな
「らくがきのもり」の様々な場所にある貼られた絵、及び壁に描かれた落書きから実体化するブタのバレリーナ。チュチュの部分にトゲがあるので、回っている時に横から当たるとダメージを受ける。
頭に向かってヒップアタックをするか、踏みつけたり下から頭突きして転んだときに攻撃すると倒せる。名前とは対照的に、普通に軽い敵で、持ち上げながら移動しても、ワリオのスピードやジャンプ力は変わらない。ブロンズコインを落とす。
トイカー
ワリオの車の玩具。前部にトゲがある。きいろのつうろの各ステージに登場。スモールコインを落とす。
ダイス
「すごろくのくに」で双六の特定のマスに止まると出現する3体のサイコロ兵。ヤリを前に構える。倒してもアイテムは出さない。これを利用してダイヤモンドを取る場所がある。目玉が無いように見えるが、攻撃すれば目を見開くリアクションを見せながら倒される。
岩男
巨大な岩を投げてくる屈強なゴリラ。アタックやダッシュアタックでは倒せず上からのヒップアタックでしか倒せない。ひっくり返ることもない。
「ほのおのどうくつ」でのみ出現するが、カエルスイッチを押した途端に氷漬けになって雪男に変身する。倒すとシルバーコインを落とす。
メン斧
斧を持った覆面の敵。近づくと猛スピードで突進してきて斧を降り下ろす。「ホラーマンション」で多く出現し、げきむずの場合出現数が凄まじいことになる。ブロンズコインを落とす。
斧ミイ
斧を持ったミイラ。外見が違うだけで行動自体はメン斧と同じ。「アラビアンナイト」のみで出現。ブロンズコインを落とす。

### 倒せない敵
うつぼあんこう
水中の穴にいて、近づくと顔を出す、足の生えてる生物。キバを見せながら口をバクバクさせてる最中は、当たるとダメージを受けるが、口を閉じてる時なら、触れてもダメージを受けずに済む。「なぞのちていこ」で登場。
トゲノビ
水中でトゲの生えた足を回している、背中に巻き貝を背負ってる タコ。トゲ部分以外はダメージはない。「なぞのちていこ」で登場。
キヨブー
空飛ぶ幽霊豚。でんでん、ぶたたびの絵を描いて実体化させる。「らくがきのもり」のいたる場所でワリオについてくる。落書き帳が壁の中に隠れている時は絵を描いても実体化しない。 実は、「各コース入口」の絵画を１人で描いている、意外な働き者でもある。
幽霊
ドクロの海賊の幽霊。「みかづきのゴーストタウン」のいたる場所でワリオを追跡する。触れてもノーダメージで、特に攻撃はしてこないが、出たコインや「カギのはし」を奪ってしまう。カギのはしを奪っている時は扉が封鎖してしまう。 なお、なぜか「宝石」と「ダイヤモンド」には興味を示さないで、通り過ぎる。

### ワリオのリアクション用の敵
これらがいないと通れない場所が多々あるため、基本的に雪男を除いて、倒しても画面移動すると復活する、アイテムを出さないなどの特徴がある。ワリオのリアクションが発動しているときは何の攻撃もしてこない敵もいる。
ボウバルーン
弓矢を所持して赤いマスクを被った一頭身。撃ってくる矢に当たるとバルーンワリオになる。
リンゴスキー
サングラスを着けたゴリラのような敵で、背中に背負うカゴには、リンゴが たくさん入っている。投げてくるリンゴに当たるとデブワリオになる。重いらしく、ワリオが持ち運ぶと移動速度とジャンプ力が減少する。
ワリオがデブワリオ状態の時は、リンゴを取り出したら、投げずに自分で食べる。
メンハンマー
ハンマーを持った南米風のお面の敵。近付くとジャンプしながらハンマーで殴りかかってくる。当たるとボヨヨーンワリオになる。
ハッチ
ハチ。ふわふわ飛んでいるが近づくとトゲで刺しに来る。刺さるとバルーンワリオになる。
火炎壷
火をたたえた壷。近づくと火をこぼす。接触するとアッチッチ、ワリオになる。持ち上げて投げると割れる。
雪男
ワリオがいる方向に氷のくしゃみを出す雪男。くしゃみに当たるとフリーズワリオになる。重いらしく、ワリオが持ち運ぶと移動速度とジャンプ力が減少する。
「岩男」と同一人物なので、他のリアクションを起こす敵と違い、ブロンズコインを落とす。そのため画面を切り替えても復活しない。
スケルトンバード
緑の息を吐くガイコツ鳥。息に触れるとゾンビワリオになる。普段は点滅しており、あらゆる攻撃がすり抜ける。
ゾンビワリオ状態でのみこちらから接触すると頭だけになり、その間にゾンビワリオを解除して接触すると持って投げることができる。しかし、ガイコツなので、投げるだけで倒せてしまう。
プチキュラ
コウモリ。円を描いて飛んでいる。触れると（ゲーム上では確認できないが取扱説明書によると）血を吸われコウモリワリオになる。
直接攻撃しても血を吸われてしまい、物を投げつけてもすり抜けるので倒せない。テレビＣＭにも出演している。

### 復活する敵
倒しても画面が切り替わると再度出現する敵。倒してもコインが出ない。
ロボバード
あかのつうろの複数のステージにいる、近づくと体当たりしてくるロボットの鳥。ふつうモードでは登場しない。
正面以外からぶつかると倒せる。倒さずに画面外にいなくなると、初期位置が画面に入っていない状態で再度初期位置に出現する。
まゆバード
眉毛の太いコウモリのような敵。空中で静止している。下向きにキバがあり、キバに触れるとダメージを受ける。「アラビアンナイト」にのみ登場。
上から踏みつけると倒せる。横からぶつかると画面外に飛び去る。倒さずに画面外にいなくなると、初期位置が画面に入っていない状態で再度初期位置に出現する。
ネコブロック
「つみきのおしろ」に置かれているネコの顔がついたブロック。壊しても画面移動をすると元いた場所に復活している。

## ボスキャラクター
さいしょのボス ピンキー
ぬいぐるみを持った紫の果実のような敵。体力は10。ピンキーは攻撃はしてこないが角を突き立て突進攻撃してくるザコキャラを2体率いている。体力が減ると表情が激変し、正面からの攻撃を受け付けなくなる。
倒すのは簡単だが「げきむず」モードでは制限時間が15秒と異常に短い。他のボスと違い、一度クリアしても復活しないため、倒すと二度と戦うことができない。
みどりのボス フラワナ
花の幽霊。ショコラ姫の冠を持っている。体力は12。体当たりの他、パンチ攻撃、ゾンビワリオに変身するヨダレを仕掛けてくる。ゾンビになった場合、光を出す蛍が現れるので、その光を浴びれば元に戻る。
ゾンビワリオ状態になっている間はフラワナは上空から笑うだけで何もしてこないが、ダメージを与える事ができない。
はしごに登り、頭上へのヒップアタックでダメージを与える。また途中で頭が高くなり絶対にはしごを上らなければ攻撃できなくなる。
あかのボス コンダラー
仕掛け時計の中に潜む鳥の幽霊。ショコラ姫のイヤリングを持っている。体力は14。真下にアームを伸ばしてきて、これに捕まると、画面左右の歯車にぶつけられる。時計の右腕からは電撃を落とし、左腕からは歯車を落としてくる。
降りてくるアームに体当たりして頭上の鳥に攻撃するとダメージを与えられる。
ライフが半分ほどになると正体のコンドルの幽霊のような姿を現す。タマゴを生み、孵ったヒヨコが爆発する。地面に落ちる前に受け取って頭上の鳥にぶつければ攻撃できる。
きいろのボス シッキー
巨大なクマのぬいぐるみを操るネズミの幽霊。ショコラ姫のネックレスを持っている。本体はかなり小さいが、体力は16と四つのつうろの中では一番高い。ぬいぐるみは常に画面上部に浮かんでいるため、攻撃が出来ない。
落ちてくるトゲの生えた敵をぶつけると、ぬいぐるみの空気が抜け高度が下がる。ぬいぐるみの足にアタックをすると逆さまにひっくり返り、本体にアタックすればダメージを与えられる。
ダメージを受ける機会が非常に少ないため、ただ倒すだけならば四つの通路のボスの中では最も倒しやすいが、ダメージを与えられるようになるのに時間がかかるため、「げきむず」モードで宝箱3つを得るとなると難易度が格段に増す。
体力が少なくなると松明を落として妨害してくるようになる。松明に触れるとアッチッチワリオになりタイムロスとなる。
あおのボス キャバット
猫とコウモリを合わせたような幽霊。ショコラ姫の腕輪を持っている。体力は12。
口からトゲを吐き出す。紫のトゲに当たるとバルーンワリオになりタイムロスとなる。後半に吐き出す赤いトゲに当たるとダメージを受ける。また、水中にいるドリルメカに当たるとダメージを受ける。
しっぽで立てる波に乗り、頭上のコウモリ頭に攻撃する。コウモリ頭が無くなった後は本体にヒップアタックしてダメージを与える。
徐々に波が早くなり、上下運動するようになるので結果攻撃が難しくなる。四つの通路のボスの中では体力は低い部類に入るが動きの不規則さや後半からの攻撃のしにくさから最も倒しづらいボスである。
ピラミッドのぬし ヨーキ
ピラミッドを乗っ取った悪霊で、本作のラストボス。体力は20。ショコラ姫のアクセサリーを全て持っている。
弱点は顔だが、扇や能面で防御している。最初は扇で顔を隠し、四つに分裂させた能面をぶつけてくる。能面に捕まるとタイムロスとなるので、踏みつけて扇にぶつけ返す。
扇を壊すと、四つのつうろのボスを模した四種の攻撃を、身につけているアクセサリーから順番に繰り出してくる。緑のトゲの生えた敵を落としたら、踏みつけてボールにしてぶつける。爆発する大きいボールを落としたら、アタックでぶつける。黒い爆発するタマゴを落としたら、地面に落ちる前に受けとり、爆発する前にぶつける。トゲの生えたトンカチを落としたら、トゲが消えるのを待ち、頭上に放り投げてボヨヨーンワリオとなり攻撃する。最初は順番が決まっているが、ライフが減ると、順番が崩れ、繰り出すスピードも上がる。
能面が壊れると不気味な白塗りの、目玉が４つもある（※「上の目玉２つ」は、 お面を着けている時から見えていた目玉）素顔となり、体当たり攻撃をしかけてくる。地面を壊してトゲ床にしてしまうので、素早く倒さないといけなくなる。地面に落ちた瞬間は振動で動けなくなるのでその前に飛び上がらないといけない。トゲ床が増えるとそれだけ不利になり、トゲ床が増えすぎると実質倒すことが不可能になる。トゲ床でダメージを受けると笑われる。
残りライフが1になると、唇だけになり逃げ回る。この際は床が全て崩れてトゲ床も無くなるため、ダメージを受けることはない。これに何らかの攻撃をすると完全に倒せる。

## ゲームモード
ゲームを始める時にセーブファイルを選ぶ画面で、ゲームの難易度を「ふつう」「むずかしい」の2種類から選べるほか、「むずかしい」でヨーキを倒し、かつ宝箱をすべて持って帰ると「げきむず」が選べるようになる。難易度が上がるとアイテムショップのアイテムの値段も上がる。それぞれの難易度でエンディングテーマも変わる。　　
ふつう
初期ライフは4つ。初心者向け。
むずかしい
初期ライフは4つ。ステージの敵が「ふつう」よりも多少多くなるほか、スイッチを押してからの残り時間が少し短い。経験者向けの難易度。必須のアイテムも場所が「ふつう」とは変わる。
げきむず
初期ライフは1つ。ステージの敵が「むずかしい」よりも増え強くなるほか、スイッチを踏んだときの残り時間が極端に短くなる。必須アイテムの一部が「むずかしい」よりも入手しにくい場所に動く。

## 移植版
| No. | タイトル                                      | 発売日                     | 対応機種        | 開発元 | 発売元 | メディア                            | 備考                                          | 出典        |
| --- | --------------------------------------------- | -------------------------- | --------------- | ------ | ------ | ----------------------------------- | --------------------------------------------- | ----------- |
| 1   | ワリオランドアドバンス ヨーキのお宝           | 2011年12月16日             | ニンテンドー3DS | 任天堂 | 任天堂 | ダウンロード (バーチャルコンソール) | アンバサダー・プログラム対象者への配信 非売品 | [ 5 ]       |
| 2   | ワリオランドアドバンス ヨーキのお宝           | 2014年4月30日 2014年5月8日 | Wii U           | 任天堂 | 任天堂 | ダウンロード (バーチャルコンソール) |                                               | [ 6 ]       |
| 3   | ゲームボーイアドバンス Nintendo Switch Online | 2025年2月14日              | Nintendo Switch | 任天堂 | 任天堂 | ダウンロード                        |                                               | [ 7 ] [ 8 ] |

## 製作スタッフ
- ディレクター - 松岡洋史
- スーパーバイザー - 坂本賀勇
- プログラマー - 山野勝也、香月良昇、尾崎亘洋、福井浩太、阿部悟郎
- デザイナー - 清武博二、山根知美、細川豪彦、上田正二、平野勲など
- 音楽 - 吉冨亮二
- プロデューサー - 出石武宏
- エグゼクティブプロデューサー - 山内溥